# 李洪程
李洪程（1944年—），山东寿光人，中国人民解放军中将。

## 生平
2003年，授予中国人民解放军中将，曾任济南军区参谋长，后升任副司令员。2008年，当选第十一届全国政协委员，代表特别邀请人士，分入第五十六组。濟南軍區副司令員仼內和曾庆祝少将、杨玉文 (1956年)中将、袁家新少将、曹建新少将一同協助寶豐縣公安部門處理抓捕持搶逃犯 